# Asadipus woodleigh
Asadipus woodleigh là một loài nhện trong họ Lamponidae. Loài này được phát hiện ở Tây Úc.